# GPRC5A
GPRC5A (англ. G protein-coupled receptor class C group 5 member A) – білок, який кодується однойменним геном, розташованим у людей на короткому плечі 12-ї хромосоми. Довжина поліпептидного ланцюга білка становить 357 амінокислот, а молекулярна маса — 40 251.
| 10         |  | 20         |  | 30         |  | 40         |  | 50         |
| ---------- |  | ---------- |  | ---------- |  | ---------- |  | ---------- |
| MATTVPDGCR |  | NGLKSKYYRL |  | CDKAEAWGIV |  | LETVATAGVV |  | TSVAFMLTLP |
| ILVCKVQDSN |  | RRKMLPTQFL |  | FLLGVLGIFG |  | LTFAFIIGLD |  | GSTGPTRFFL |
| FGILFSICFS |  | CLLAHAVSLT |  | KLVRGRKPLS |  | LLVILGLAVG |  | FSLVQDVIAI |
| EYIVLTMNRT |  | NVNVFSELSA |  | PRRNEDFVLL |  | LTYVLFLMAL |  | TFLMSSFTFC |
| GSFTGWKRHG |  | AHIYLTMLLS |  | IAIWVAWITL |  | LMLPDFDRRW |  | DDTILSSALA |
| ANGWVFLLAY |  | VSPEFWLLTK |  | QRNPMDYPVE |  | DAFCKPQLVK |  | KSYGVENRAY |
| SQEEITQGFE |  | ETGDTLYAPY |  | STHFQLQNQP |  | PQKEFSIPRA |  | HAWPSPYKDY |
| EVKKEGS    |  |            |  |            |  |            |  |            |

A: Аланін

C: Цистеїн

D: Аспарагінова кислота

E: Глутамінова кислота

F: Фенілаланін

G: Гліцин

H: Гістидин

I: Ізолейцин

K: Лізин

L: Лейцин

M: Метіонін

N: Аспарагін

P: Пролін

Q: Глутамін

R: Аргінін

S: Серин

T: Треонін

V: Валін

W: Триптофан

Кодований геном білок за функціями належить до рецепторів, g-білокспряжених рецепторів, білків внутрішньоклітинного сигналінгу, фосфопротеїнів. 
Локалізований у клітинній мембрані, мембрані, цитоплазматичних везикулах.